# Borena
Borena är en zon i Etiopien.   Den ligger i regionen Oromia, i den södra delen av landet, 500 km söder om huvudstaden Addis Abeba.